# Michel Santier
Michel Léon Émile Santier (* 20. května 1947, Granville) je francouzský římskokatolický duchovní, emeritní biskup créteilský. Před jmenováním do Créteilu, zastával úřad biskupa luçonského.

## Život
Michel Santier se narodil 20. května 1947 ve městě Granville, nacházející se v departmentu Manche v Normandii. Na kněze byl vysvěcen 7. července 1973.
Papež Jan Pavel II. jej v červnu 2001 jmenoval biskupem luçonským, kde vystřídal Mons. F. Garniera, který byl jmenován arcibiskupem z Cambrai. V roce 2007 byl Michel Santier jmenován biskupem créteilským, na místo Mons. Labilleho, který byl emeritován z důvodu dosažení kanonického věku, v Luçonu jej nahradil Mons. Castet.
Podporuje dialog a spolupráci s muslimy, vyzýzá k mezikřesťanskému a mezináboženskému dialogu. Za jeho působení byla rekonstruována katedrála v Créteilu.
V dubnu 2020 se nakazil během celosvětové pandemie nemocí covid-19 a složil do rukou papeže rezignaci na biskupský stolec. Papež k 9. lednu 2021 jmenoval Mons. Blancheta jeho nástupcem v úřadu créteilského biskupa.